# Pamela Diop
Paméla Diop, née  le 18 octobre 1981 à Cannes en France, est une productrice de cinéma franco-sénégalaise.
Elle est la directrice générale d'AWA Productions et la cofondatrice de la société de production Biopics Films. En 2021, elle produit son premier long métrage intitulé Saloum qui est sélectionné en première mondiale au Toronto International Film Festival (TIFF) ainsi que dans une quarantaine de festivals internationaux.

## Biographie

### Enfance, éducation et débuts
Pamela Diop naît le 18 octobre 1981 à Cannes en France, son père est sénégalais et sa  mère française. Elle grandit dans une famille de documentaristes, journalistes et publicitaires où elle s'intéresse au monde de l’audiovisuel.
En 2014, Pamela Diop obtient un Master en management, production et distribution des médias audiovisuels à l'Institut des hautes études économiques et commerciales de Paris (INSEEC). De 2000 à 2010, elle s'installe au Sénégal fait de l’import-export avec la France. De retour à Paris, elle reprend des études en management des médias audiovisuels à l’Institut des hautes études économiques et commerciales (Inseec).

### Parcours professionnel
De 2009 à 2012, elle gère les relations publiques de Rokhaya Diallo[réf. nécessaire].
En 2012, elle produit des capsules vidéo humoristiques et parodiques diffusées notamment par MTV France sur C8 dans l’émission Touche pas à mon poste et sur le Grand Journal de Canal Plus. Plus tard, elle travaille dans l'événementiel notamment pour les Black Fashion Week Adama Paris au pavillon Cambon à Paris, pour Labo Ethnik en 2013, pour le lancement d'Afrostream sur TF1 VOD en 2014, ainsi qu'avec Europacorp télévisions et ARTE pour l'avant-première du film réalisé par Bourlem Guerdjou et tiré du livre d'Aya Cissoko Danbé la Tête Haute.
Entre 2014 et 2015, elle est la directrice de production de la société OSSOO TV à Libreville, qui produit l'émission sociale «Airtel chez vous». Après le Gabon, Pamela Diop poursuit son expérience internationale en Côte d'Ivoire où elle est chargée du pilotage de campagnes publicitaires pour des groupes dont Media Digital Service, avant de revenir définitivement s'installer au Sénégal.
En 2016 et 2017, elle rejoint le bureau sous régional de l'agence internationale de conseil en communication et publicité McCann (en) à Dakar en qualité de directrice clientèle. Elle y est chargée de la gestion du portefeuille grands comptes avec des clients tels qu'Orange Sénégal, Guinée et Niger mais aussi Pfizer et Jumbo.
En 2018, elle fonde au Sénégal l'agence de communication Lacmé Agence chargée d'organiser Ending Child Marriage à Dakar.

### Carrière de productrice

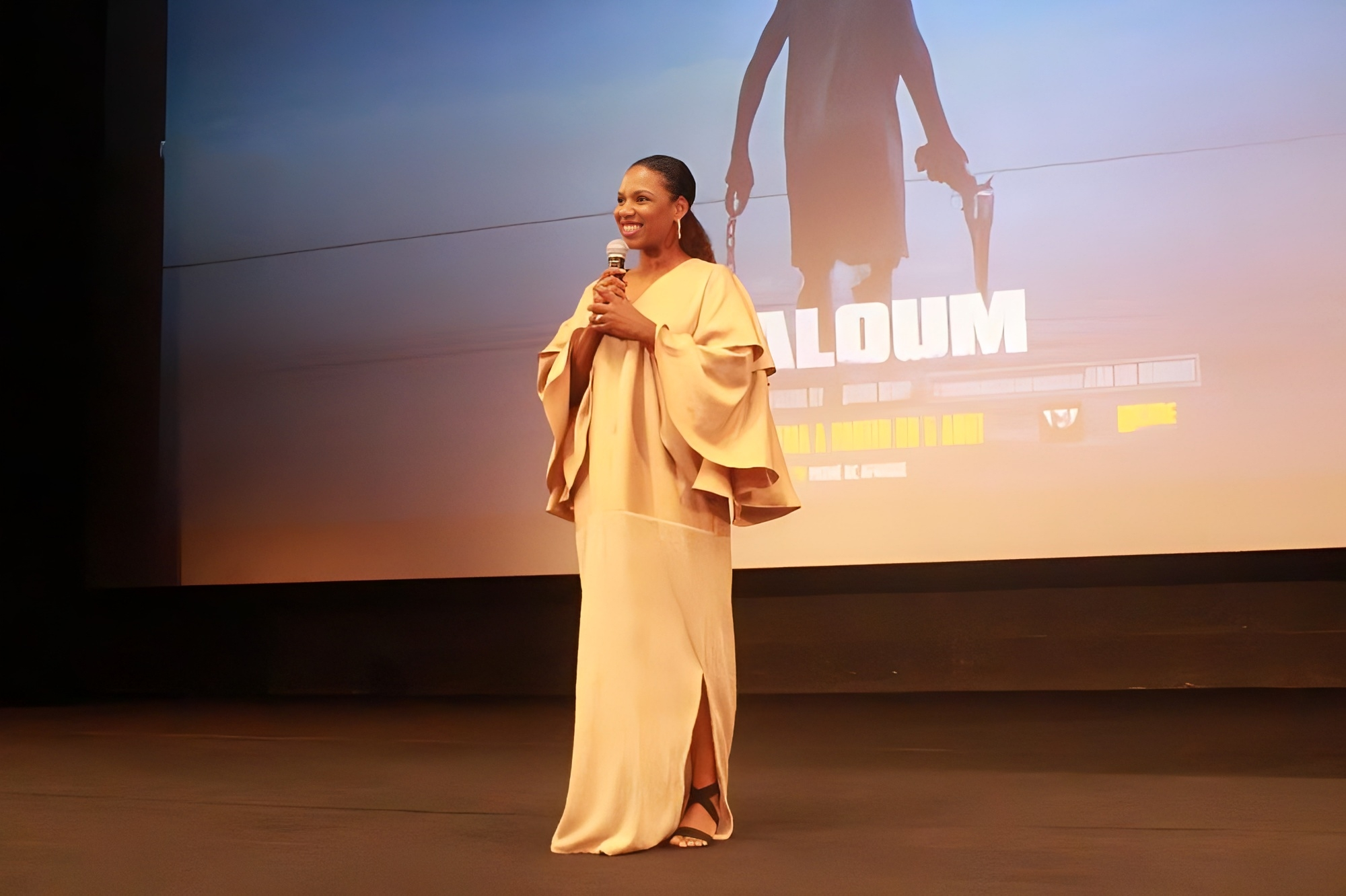
Avant première de Saloum à Abidjan en Côte d'Ivoire

En 2019, Paméla Diop fonde la branche Lacmé Studios spécialisée dans la production de films de genre avec Jean-Luc Herbulot, scénariste et réalisateur franco-congolais,.
Elle produit et coécrit l'histoire de son premier long métrage, Saloum, hors des circuits traditionnels. Peu de temps plus tard, elle coproduira un second long-métrage d'action avec le réalisateur américano-sénégalais intitulé Zéro.
En 2022, Pamela Diop crée AWA Productions, une société consacrée à la production de films écrits et/ou réalisés par des femmes issues d’Afrique et de la diaspora. Elle décide que les bénéfices de ces productions seront réinvestis dans le développement d'autres films ainsi que dans la mise en place de programmes d'initiation, de découvertes et d'accélérations aux métiers du cinéma à travers son association African Women Action (AWA).

#### Saloum
Saloum est le premier long métrage produit par Pamela Diop,. Il a été entièrement tourné dans l'une de ses régions d'origine le Sine Saloum au sud du Sénégal.  Le film raconte l'histoire de trois mercenaires chargés d'extraire un trafiquant de drogue de Guinée-Bissau qui sont contraints de se cacher dans la région mystique du Saloum.
De par ses principaux artisans, Saloum a permis de rappeler le « vaste potentiel environnemental du Sénégal » en même temps qu’il a fait découvrir au monde des talents locaux qui constituaient 90 % de l'équipe du film.

## Activisme
Pamela Diop crée en 2021 African Women Action, une association qui œuvre au développement de la présence des femmes et du leadership féminin dans le secteur de l’audiovisuel en Afrique. Avec cette association elle poursuit essentiellement trois objectifs : former des femmes dans l'écriture et les métiers de l'audiovisuel, valoriser les talents féminins et renforcer leur présence dans tous les secteurs de l'audiovisuel.